# 10450 Жирар
10450 Жирар (10450 Girard) — астероїд головного поясу, відкритий 6 травня 1967 року.
Тіссеранів параметр щодо Юпітера — 3,502.

## Назва
Астероїд названий в честь Теренса Жирара (*1957) — розробника програмного забезпечення у відділенні астрономії Єльського університету, яким користувались і інші наукові центри.